# الدين الفيتنامي الشعبي

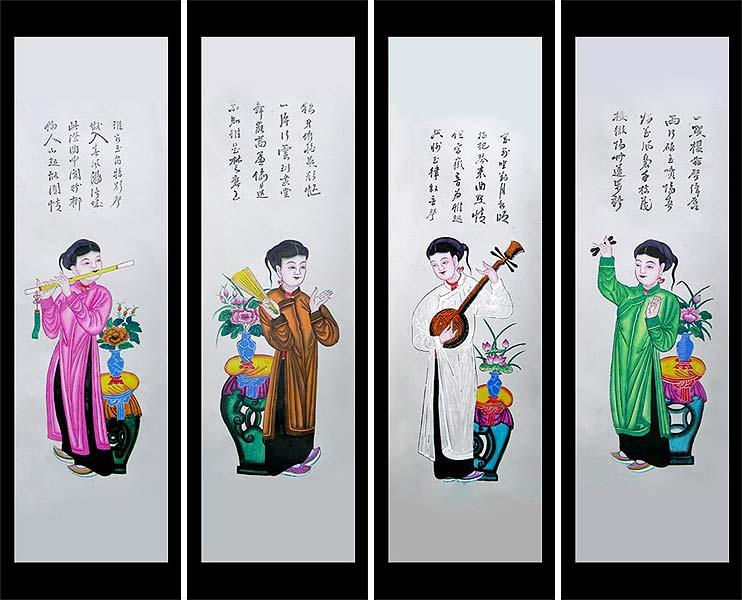

الدين الفيتنامي الشعبي أو الدين الفيتنامي الأهلي هو الدين الإثني للشعب الفيتنامي. يرتبط 45,3% من السكّان في فيتنام بهذا الدين، وهو ما يجعله الدين الشائع فيها.
ليس الدين الفيتنامي الشعبي نظاما دينيا منظَّما، بل مجموعة من تقاليد العبادة المحلية، المكرّسة للذان، والذان كلمة يمكن ترجمتها إلى «الأرواح»، أو «الآلهة»، أو بالتعبير الأعم «القوى المولّدة/الخالقة». هذه الآلهة قد تكون آلهة طبيعية أو محلية أو مجتمعية أو آلهة قبليّة حافظة، أو آلهة أسلافيّة (عبادة الأسلاف) لعائلة معينة. تكون الآلهة الأسلافية عادة أشخاصا أبطالا مؤلَّهين. تحافظ الأساطير الفيتنامية على رواياتا تروي أفعال كثير من الآلهة الكونية والأبطال الحضاريين.
يعرَّف الدين الأهلي الفيتنامي أحيانا على أنه من الكونفوشيوسية لأنه يركّز على قِيَم شجّعتها الكونفوشيوسية. الداوماو شكل مستقل من الدين الشعبي الفيتنامي، يعطي الأهمية للآلهة المؤنثة في مجمع الآلهة فيه. تصنف حكومة فيتنام عادة الكاوداي على أنه شكل من الدين الفيتنامي الأهلي، لأنه يجمع عبادة الذان أو الأرواح المحلّيّة والبوذية والكونفوشيوسية والطاوية، وعناصر من الكاثوليكية والأرواحية والتصوّف.

## التاريخ
اضطُهِد الدين الفيتنامي الشعبي في فترات مختلفة وطرق متعددة منذ عام 1945، وهو عام انتهاء فترة الحكم بالوراثة (حكم السلالة الحاكمة)، إلى ثمانينيات القرن العشرين. انتشر تحطيم المعابد وإهمالها وتخريبها لا سيما في شمال فيتنام أيام إصلاح الأرض (1953-1955) وفي فيتنام الموحّدة في فترة التجميع (1975-1986).
بدأت الجدالات والانتقادات لهذا التدمير الحضاري في ستينيات القرن العشرين. مع هذا، فقد شهدت الفترة بين عام 1975 و1979 أشد الحملات المعادية للأديان تعصبا في تحطيم المعابد. بعد إصلاحات الدواموا منذ 1985 وبعدها، عادت الحكومة تدريجيا إلى سياسة حماية الثقافة الدينية، وصار يروَّج بعيدَها للدين الفيتنامي الأهلي على أنه «العمود الفقري لحضارة تقدّميّة مشبعة بالهوية الوطنية».
في خلال عملية بناء الأمة، شجع النقاش العامّ عبادة أبطال الهوية الفيتنامية القدماء، والآلهة والأرواح التي كان لها وجود زمني طويل في الدين الشعبي. تتسم العلاقة بين الدولة والمجتمعات المحلية بالمرونة والحوار في عملية التجديد الديني، فقد ناصرت الحكومة وعوام الشعب معا عملية إحياء الدين الفيتنامي الشعبي الجديدة.

## مفهوم اللنه
تعني كلمة اللنه (تشو هان: 靈) في الدين الفيتنامي الشعبي القداسة والقوة الإلهية، وهي قدرة الإله على التأثير في عالم الأحياء.تحدد الكلمات الصينية الفيتنامية المركبة الحاوية على لفظ اللنه حقلا دلاليا واسعا: لنه ثينغ 靈聖 (مقدَّس)، لنه هيِن 靈顯 (التجلّي المذهل)، لنه أونغ  靈應 (مجيب الدعاء)، لنه نغيِم 靈驗 (الفعّال)، لنه هون 靈魂 (روح إنسان)، فونغ لنه (روح ميت قبل أن ”تذهب“)، هونغ لنه (روح ميت بعد أن تذهب).اشتقّت هذه المفاهيم من اللنغ الصيني.ثينغ 聖 نفسها هي تنويعة لـ«تنه»، وتعني «المبدأ لأساسي لكائن» أو «جوهر شيء» أو «الباطن» أو «الذكاء» أو «الفطنة».
اللنه هو «التوازن الثنائي»، «الوسط»، بين أم ودونغ، أي بين «الفوضى» و«النظام»، والنظام (دونغ، ويانغ بالصينية) أفضل من الفوضى (أم، ويِن بالصينية). ولمّا كان اللنه توازنا ثنائيا، كان أيضا تعبيرا مجازيا عن النظام الناقص في الخَلْق. تسكن قوة اللنه لكل كائن في التوسّط بين مستويين من النظام والفوضى يحكمان التحوّل الاجتماعي. ينتقل الكائن المتوسّط نفسه في المكانة والوظيفة بين مستوى وآخر، ويصنع معنى في سياقات مختلفة.
ترتبط هذه الخصلة عادة بالآلهة المؤنثة، والزخارف الحيوانية مثل الثعبان -حيوان برمائي-، والبومة التي تجعل مساءها صباحا، والخفاش وهو نصف طير ونصف ثدييّ، والديك الذي يصيح عند أفول الليل وطلوع النهار، والأنهار أيضا التي تقسم الأرض إلى ضفتين، والكائنات «الحدّيّة» الأخرى. للفوضى (أم) آلهة مثل نغوين با لنه، وللنظام (دونغ) آلهة مثل تران هونغ داو. اللنه هو «منطق حضاري لعلاقات رمزية» يتوسّط القطبية في جدلية التغيير والإنتاج الحاكمة.
يوصف اللنه أيضا بأنه القدرة على وضع قيود مكانية وزمانية، وتقديم الأمثال وتحديدها، وفصل الاختلافات وجمعها. تُعبَر هذه الحدود بشعائر مثل القربان والإلهام (الشامانية). تجعل الوساطة الروحية الفرد في مركز تحقيق الإمكانات والأفعال والأحداث الدالّة على قدرة الآلهة. يتضمن ارتباط اللنه بالحدّيّة القدرة على بناء أنواع متعددة من الأوقات الاجتماعية والتاريخ. من هذا الطريق يتغذّى البعد الإثني السياسي، الذي أعيد توليده بإعادة سنّ القوانين، والذي أسَّس في المقام الأول وحفز عملية صياغة نموذج للواقع.

## الكونفوشيوسية والطاوية
يتبنى الدين الفيتنامي الشعبي قِيَمًا كونفوشيوسية، ولهذا يُعَدّ في كثير من الأحيان من «الكونفوشيوسية». معابد الكتابة (فان ميو) هي المعابد المكرسة لعبادة كونفوشيوس، وقد استخدمت في فترات الحكم الإمبراطوري كأكاديميات.
يُعتَقد أن الطاوية دخلت فيتنام في فترة أول سيطرة صينية على فيتنام. لم يعد أحد في فيتنام يؤمن بصيغتها الخالصة، ولكن الدين الفيتنامي الشعبي امتص عناصر من عقائدها. يلاحَظ التأثير الطاوي كذلك في أديان الكاودائية والداو ماو.
ذكر البروفيسور ليام كيلي أنه في فترة حكم سلالة تانغ كانت الأرواح المحلية تندرج في الطاوية وأن النظرة الطاوية لهذه الأرواح حلّت محل الحكايات المحلية الأصلية.20حلّت البوذية والطاوية محل الروايات المحلية المتعلقة بجبل ين تو 安子山.

## أديان مستقلة

### الكاودائية
دين الكاوداو (بالفيتنامية: داو كاو داي، أي طريق القوة العليا) هو دين توحيدي منظم فيتنامي شعبي، تأسس بشكل رسمي في مدينة تاي ننه في جنوب فيتنام 1926. الاسم الكامل لهذا الدين هو داي داو تام كي فودو (الطريق العظيم لزمن الفداء الثالث). يسمي أتباع الكاودائية دينهم كذلك داو تروي (طريق الربّ). بين الكاودائية ودين تين ثين داو جذور وعقائد متشابهة.
يعني كاو داي (بالفيتنامية: kāːw ɗâːj) حرفيا «الرب الأعلى»، أو «القوة العليا»، وهو الإله الأعلى، وهو نفسه إمبراطور (سيّد) الجاد (اليَشْم)، الذي خلق الكون. يُعبَد كاوداي في المعبد الرئيسي، ولكن الكاودائيين يعبدون أيضا الربة الأم، وتعرَف أيضا بالملكة أم الغرب (ديو تري كيم ماو، تاي فونغ ماو). رمز هذا الدين هو العين اليسرى للإله، وتمثّل الدونغ (المذكّر، المنظّم، الإيجابي، الصريح)، وهو نشاط الصانع المذكر الذي يوازنه نشاط الأنثى (اليِن، أم)، أمّ البشريّة المغذّية المجدّدة.

### داو بو سون كي هونغ
داو بو سون كي هونغ (طريق العبير الغريب من الجبل الكريم) هو تراث ديني فيه عناصر بوذية، مارسه أولا الباطني دون منه هوين (1807–1856) واستمرّ به هوينه فو سو، مؤسس طائفة هوا هاو. يشير الاسم نفسه إلى سلسلة جبال الذاتسن على حدود فيتنام وكمبوديا، حيث أعلن هوين نفسَه بوذا حيًّا.
كان لهوين في فترة انتشار وباء الكوليرا في 1849 الذي قتل أكثر من مليون إنسان سمعة بأن له قدرات خارقة في شفاء المرضى والمختلّين. وضع أتباعه تمائم تحمل الحروف الصينية لبو كي هونغ، وهي عبارة عرّفها بأثر رجعي الدين الذي مارسه هوين، والحركة المليارية المرتبطة به. يتبع هذا الدين نحو 15 ألف إنسان يتركزون في محافظات أن غيانغ، ودونغ تاب، وبا ريافونغ تاو، ولونغ أن، وسوك ترانغ، وفنه لونغ، وتين غيانغ وبن تري

### داو ماو
يدل الداوماو (طريق الأم) على عبادة الماو، والإلهة الأم والآلهة الأمهات المتعددة، وهو ما يشكّل خصيصة مركزية في الدين الفيتنامي الشعبي. تعود عبادة الفيتناميين للآلهة المؤنثة إلى فترة ما قبل التاريخ. ولعل أن مفهوم الإلهة الأم جاء ليجمع أرواح الطبيعة المتعددة في روح واحدة تتجلى في أشكال متنوعة. أُلِّهت عبر التاريخ بطلات كثيرات من الناس، كُنّ حاميات وشافيات، أُلِّهن على أنهنّ تجلّيات للإلهة الأم.
روِّج للداوماو منذ سبعينيات القرن العشرين في شمال فيتنام وفي البلد الموحد بعد ذلك بوصفها حركة مستقلة لها كهنوتها الخاص (المؤلف من الشمامنة القادرين على إدماج عالم المادة بعالم الروح) ولها معابدها وشعائرها. في مجمع آلهة الداوماو، يُنظَر إلى إمبراطور اليَشْم (نغوك هوانغ) على أنه الإله الأوّل الأعلى، ولكنهم يرونهم مجرَّدًا (من الصفات) وقلّما عبدوه. الإلهة العليا هي تانه ماو ليو هانه. يضم مجمع الآلهة في هذا الدين آلهة أخرى كثيرة، بعضها مذكر وبعضها مؤنث.

### داو تو آن هيو نغيا
داو تو آن هيو نغيا أو داو هيو نغيا هو دين فيتنامي شعبي منظم نشأ في أواخر العقد الأول من القرن التاسع عشر. يتبع هذا الدين نحو 80 ألف إنسان ينتشرون في شرق فيتنام، ويتركزون في محافظة تري تون.

### منه داو
المنهداو أو الداومنه هو مجموعة من خمسة أديان فيها جذور من دين التين ثين داو، وهي أقدم من الكاودائية ومؤثرة فيها. يعني منه داو (طريق النور). تشكل هذه الأديان جزءا من المحيط الواسع للطوائف الدينية الصينية الفيتنامية. بعد القرن السابع عندما رأت سلالة منغ الحاكمة أن قوّتها في تراجع، ظهر في كوتشنتشنا عدد كبير من الطوائف المنهيّة ولا سيما حول سايغون.
لم تهتم السلطات الصينية كثيرا بهذه الطوائف حين ذاك، حتى أوائل القرن العشرين إذ حدّت أنشطتها في المعابد فقط. كانت هذه الطوائف بِنًى مستقلّة، تركّز على العبادة والإحسان والأدب. مع هذا فقد حوت عناصر وطنية فيتنامية غير ناضجة، تطورت مع تطور نشاطاتها الدينية في أوائل القرن العشرين.
ظهرت خمس حركات من المنة داو في جنوب فيتنام في القرن التاسع عشر والقرن العشرين: منه سو داو (طريق السيّد المستنير)، ومنه لي داو (طريق العقل المستنير)، ومنه دونغ داو (طريق معبد النور) ومنه ثين داو (طريق الإحسان المستشرَف)، ومنه تان داو (طريق النور الجديد).
كان مؤسس منه لي داو هو أو كييت لام (1896–1941)، وهو مثقف نصف صيني ونصف فيتنامي، وشامان، استطاع أن يستعلي على الحواجز الحضارية بين الشعبين. الإلهان الأساسيان في بانثيون هذه الطوائف هما إمبراطور اليَشْم (نغوك هوانغ تونغ دي) والملكة أم الغرب (تاي فونغ ماو).
تشترك طوائف منه داو في الخصائص الرمزية والشعائرية واللاهوتية مع الدين الكاودائي. منذ عام 1975، امتصّت طوائف الكاودائية أنشطة أديان منه داو ومعابدها، وبقي منها منه دونغ داو ومنه لي داو دينَيْن مستقلّين.